# Национальный музей Эритреи
Национальный музей Эритреи — национальный музей в Асмэре (Эритрея). Основанный в 1992 году Уольдеабом Уольдемариамом, вначале (до 1997 года) музей размещался в бывшем Губернаторском дворце, когда был переведён на новое место. С того времени музей находится в здании бывшей женской школы сестёр Комбони.
Целью деятельности Национального музея Эритреи является содействие изучению эритрейской истории, как внутри страны, так и заграницей. В задачи музея входит исследование новых археологических площадок и истории страны. В 1996 году правительство Эритреи предложило следующие пять площадок на включение в список всемирного наследия ЮНЕСКО: Адулис, Дахлак-Кебир, Мэтэра, Накфа и Кохайто.